# Habromys lophurus
Habromys lophurus е вид бозайник от семейство Хомякови (Cricetidae). Видът е почти застрашен от изчезване.

## Разпространение
Разпространен е в Гватемала, Мексико и Салвадор.